# Stichophthalma iapetus
Stichophthalma iapetus är en fjärilsart som beskrevs av Brooks 1949. Stichophthalma iapetus ingår i släktet Stichophthalma och familjen praktfjärilar. Inga underarter finns listade i Catalogue of Life.